# The Pitts
 (février 2025).
Si vous disposez d'ouvrages ou d'articles de référence ou si vous connaissez des sites web de qualité traitant du thème abordé ici, merci de compléter l'article en donnant les références utiles à sa vérifiabilité et en les liant à la section « Notes et références ».
The Pitts est une sitcom américaine créée par Mike Scully et Julie Thacker, diffusée sur la Fox entre le 30 mars 2003 et le 20 avril 2003.

## Production

### Fiche technique
- Titre : The Pitts
- Création : Mike Scully et Julie Thacker
- Réalisation : Lee Shallat Chernel, Matthew Diamond, Tom Cherones et Katy Garretson
- Scénario : Mike Scully, Julie Thacker, Tom Gammill, Max Pross, Brian Scully, Alec Sulkin, Wellesley Wild et Chris Bishop
- Direction artistique :
- Photographie : Robert D. McBride et Steven V. Silver
- Montage : Robert Bramwell et Joe Bella
- Musique : Eric Speier
- Casting : Barbie Block et Sally Stiner
- Production : Tom Gammill, Max Pross et Randy Cordray
  - Production déléguée : Mike Scully et Julie Thacker
  - Production consultante : Seth MacFarlane
  - Production associée : J. Michael Mendel, David Shafer, Michael Collier, Gregg Moscot et Mike Collier
  - Production codéléguée : John Amodeo et Brian Scully
- Société de production : Nothing Can Go Wrong Now Productions et 20th Television
- Société de distribution : Fox Broadcasting Company
- Pays d'origine :  États-Unis
- Langue originale : anglais
- Format : couleur - 1,78:1 - son Dolby Digital
- Genre : Sitcom
- Durée : 30 minutes

 Sauf indication contraire, les informations mentionnées dans cette section peuvent être confirmées par la base de données cinématographiques IMDb,  présente dans la section « Liens externes ».

## Distribution

### Acteurs principaux
- Dylan Baker : Bob Pitt
- Kellie Waymire : Liz Pitt
- Lizzy Caplan : Faith Pitt
- David Henrie : Petey Pitt

### Acteurs récurrents
- Ben Donovan : Colin Richards
- Seth MacFarlane
- Tress MacNeille : Gilmore Girl
- Aaron Fors : Leon

### Acteurs invités
- Holmes Osborne : Wendell
- Beth Grant : Nadine
- Robert Schimmel
- Melissa Peterman : Shelly
- Patrick Flueger : Pipe Keith
- Tom Wilson : un gardien
- Eddie McClintock : Keith
- Michael Connor Gainey : Curtis
- Dan Castellaneta : le directeur de la banque
- Keri Lynn Pratt : Samantha
- Ryan Seacrest : lui-même
- Tom McGowan : Officier Peltz
- Kevin Schmidt : Kevin
- Matt Groening : l'annonceur de la banque
- Jack Burns : l'homme mystérieux
- Hugh Dane : Luther
- Karl Wiedergott : Starter

## Épisodes
1. Pilot
2. A Bug's Wife
3. Squarewolves
4. Dummy & Dummier
5. Miss American Pipe
6. Ticket to Riot
7. Bob's New Heart